# Eric Nikolai Ritzau
Pour l’article homonyme, voir Ritzau.
Eric Nicolai Ritzau (1839-1903) est un officier, journaliste et créateur d'agence de presse danois du milieu du XIXe siècle.

## Biographie
Né en avril 1839 à Copenhague, d'origine allemande, Erik Nicolai Ritzau a tout d'abord la vocation d'être marin et marchand, comme son père et son grand-père. Il est très jeune employé par le maître de poste de la ville, sur la période 1853-1861. Il a ensuite participé à la deuxième guerre du Schleswig, également appelée seconde guerre prusso-danoise ou guerre des Duchés, un conflit qui oppose  le Danemark à la Confédération germanique puis l'empire d'Autriche et le Royaume de Prusse du mois de janvier à octobre 1864, finalement perdu par le Danemark. 
L'année suivante, il a obtenu un emploi au sein de la rédaction du Danish National Journal de Copenhague en tant que reporter pour les affaires politiques et parlementaires. Poussé par son rédacteur en chef, il a poursuivi une idée: organiser la réception et la transmission de télégrammes de l'étranger. 
En février 1866, il fonde le Nordic, ou Bureau central des télégrammes, bientôt appelé Agence de presse Ritzaus. Il est soutenu dès le début par quatre journaux danois, le sien (Danish National Journal, La Patrie, Berlingske Tidende et Dagbladet) qui sont tous des abonnés et partagent une salle de nouvelles communes à Hambourg depuis des années, leur appartenant, pour transmettre les informations par une ligne de télégraphe déployée jusqu'à Copenhague depuis 1854. 
L'établissement de Hambourg est ensuite transféré à l'Agence de presse Ritzaus.pour transmettre les informations par une ligne de télégraphe déployée jusqu'à Copenhague depuis 1854 qui a un représentant à l'autre extrémité du câble sous-marin germano-britannique à Newcastle.
Avant même que son entreprise soit créé et que le câble soit déployé, Erik Nicolai Ritzau écrit à Reuters pour demander un service d'informations résumé mais sans l'obtenir, l'agence anglaise souhaitant lui vendre un service complet. Un échec est aussi subi auprès de l'Agence télégraphique de Saint-Pétersbourg. Il se tourne alors vers le Bureau télégraphique Wolff de Berlin pour son premier abonnement et lui demande aussi un emprunt qu'il n'obtient pas.
Eric Nicolai Ritzau rencontre Paul Julius Reuters à Londres en septembre 1868, mais malgré la promesse d'un salaire et de commissions élevées, il rejette l'offre de rachat de son agence par Reuters. L'Agence Continentale allemande participé l'année précédente, avec l'Agence de presse Ritzaus, à la création de l'agence de presse norvégienne Norks Telegrambyra et de l'Agence Svenska Telegrambyran suédoise, les pays scandinaves étant devenus son « territoire », plus que celui de la britannique Reuters.
Membre du conseil d'administration de l'Association des journalistes danois, il a créé des bourses de récompense et géré des associations philanthropiques. En 1886, Erik Nicolai Ritzau est fait chevalier de la Dannebrog. Décédé en 1903, il est enterré au Holmen Cimetière.